# كلمبه
کلمبه (بالفارسية: کلمپه) هي معجنات إيرانية تُخبز في مدينة كرمان. تبدو كالفطيرة وتحتوي على مزيج من التمر المفروم مع مسحوق الهيل ونكهات أخرى في داخلها. أما المكونات الرئيسية فهي التمر ودقيق القمح والجوز وزيت الطهي. وغالبًا ما يُستخدم الفستق أو مسحوق السمسم في كثير من الأحيان لتزيين الكلمبه.

## تاريخها
كان يتم خبز الكلمبه تقليديًا من قبل النساء الكرمانيات باستخدام الزيوت المحلية، والتمور المستخرجة من أشجار النخيل في كرمان، والجوز الفارسي، والهيل المحلي، والسمسم، ودقيق القمح المحلي. أما الآن، فقد أصبحت الكلمبه المنتجة صناعياً واحدة من الهدايا التذكارية الرئيسية في كرمان. ويتم تصنيعها بأشكال متعددة باستخدام أنواع مختلفة من المكسرات.

## تنويعات أخرى
النوع التركي من هذه المعجنات يسمى كلمبه كورابيسي (kolumpe kurabiyesi) وهي مصنوعة من دقيق القمح والتمر والجوز واللوز والفستق والزيت النباتي.